# Фриборн (город, Миннесота)
Фриборн (англ. Freeborn) — город в округе Фриборн, штат Миннесота, США. На площади 0,5 км² (0,5 км² — суша, водоёмов нет), согласно переписи 2002 года, проживают 305 человек. Плотность населения составляет 658,8 чел./км².
- Телефонный код города — 507
- Почтовый индекс — 56032
- FIPS-код города — 27-22526[1]
- GNIS-идентификатор — 0643914[2]